# 諏訪忠恒
諏訪 忠恒（すわ ただつね）は、江戸時代前期の大名。信濃国諏訪藩の第2代藩主で、初代藩主諏訪頼水の長男。

## 生涯
当時、祖父と父が領していた上野国惣社藩にて産まれた。
慶長12年（1607年）、第2代将軍・徳川秀忠に謁見して刀などを賜り、元服して忠頼（ただより、初名）と名乗った（「忠」の字は秀忠の偏諱と思われる）。
慶長19年（1614年）、大坂冬の陣では幕命により信濃国高島城を守備した。翌年の大坂夏の陣では、甲府城守備を任じられた父に代わって弟の頼郷と共に大坂へ出陣し、榊原康勝軍に属して、信濃松本藩の小笠原秀政・忠脩の父子らと共に若江の戦いや天王寺の戦いで奮戦し、自らも首級一つを挙げている。天王寺の戦いで本多忠朝軍を救援した際に、小笠原父子と本多は戦死し、榊原康勝も戦中に悪化した疾病が原因で戦後すぐに死亡しているなど、激戦であったことが窺える。戦後、筑摩郡に5000石を加増されている。
元和3年、将軍秀忠の上洛に供奉し、7月に従五位下出雲守に叙任された。同7年、豊後臼杵藩主の稲葉典通の娘を正室とした。
寛永17年（1640年）9月28日、父から家督を譲られた。
藩政に力を注ぎ、先代から続く新田開発に努めた。慶安４年（1651年）甲州街道、信濃国金沢宿の宿場町の建設に尽力した。
明暦2年(1656年)に信濃国金沢村（現在の茅野市金沢区）と隣の千野村との間に山論が起きた。争いは忠恒の裁定により、高道下境塚を起点とし､松倉峠(金沢峠)に至る一線を画し、境界が確定した。これにより争いは解決したかに見えたが、次代の忠晴の代になってから再び争いが再炎することとなる 。
明暦3年（1657年）9月28日に63歳で江戸の藩邸にて死去し、父の遺命によって建立された諏訪家菩提寺の温泉寺に葬られた。
家督は長男の忠晴が継いだ。

## 系譜
父母
- 諏訪頼水（父）
- 貞松院 ー 上野国白井藩主本多康重の娘（母）

正室
- 豊後国臼杵藩主稲葉典通の娘

側室
- 永高院 ー 小喜多氏
- 中嶋氏
- 吉田氏

子女
- 諏訪忠晴（長男） - 生母は永高院（側室）
- 諏訪頼蔭（次男） - 幕府旗本。生母は中嶋氏（側室）。火付盗賊改方や長崎奉行などを歴任した。
- 諏訪頼久（三男） - 幕府旗本。生母は吉田氏（側室）。岡田善次の子と頼蔭の子を養子とした。
- 諏訪盛條（四男） - 幕府旗本。生母は中嶋氏（側室）
- 娘 - 常陸国牛久藩主山口弘隆正室
- 諏訪頼音正室 - 忠恒弟で幕府旗本の諏訪頼郷の子。
- 岡田善次正室 - 岡田善政次男